# Alcanyís
Alcanyís (en aragonès: Alcanyiz; castellà: Alcañiz) és un municipi de la província de Terol. És la capital i seu de la comarca del Baix Aragó i, juntament amb Andorra i la capital de la província, és un dels pocs municipis que té un increment de població més notable respecte a la província.
En 2020 tenia 16 006 habitants, segons les dades de l'INE i és, juntament amb la capital provincial, un dels pocs municipis que compta amb un increment de població notable a la província, en contraposició a la despoblació que pateix la major part d'eixe territori. És capital tradicional del territori del Baix Aragó històric. En el municipi es troba el circuit de velocitat MotorLand Aragó.
Integrat a la comarca de Baix Aragó, de la qual exerceix de capital, se situa a 145 km de la capital provincial. El terme municipal està travessat per diferents carreteres:
- Carretera nacional N-211 entre els pK 233 i 258, que uneix Alcolea del Pinar amb Fraga.
- Carretera nacional N-232 entre els pK 125 i 149, que uneix Vinaròs amb Saragossa.
- Carretera nacional N-420, que uneix Córdoba amb Tarragona, i comparteix trajecte amb la N-211 des de Montalbán fins a Alcanyís i amb la N-232 entre Alcanyís i Valdealgorfa.
- Carretera autonòmica A-1409, que es dirigeix a Castelserás.
- Carretera autonòmica A-1408, que uneix la carretera nacional N-211 amb Castelserás.
- Carreteres locals que comuniquen amb les pedanies i amb les localitats de Torreta d'Alcanyís i Valdealgorfa.

El relleu del municipi és el característic de l'àmplia comarca a la qual pertany, que forma un paisatge rocós amb ondulacions, recorregut pel riu Guadalop. Les elevacions més destacades són Puig Moreno (465 m) al nord-oest, serra de Vizcuerno (496 m) al nord, Chinchol (440 m) a l'est i Peña Blanca (466 m) a l'oest. Destaquen també les llacunes Les Salades, la pineda La Mangranera i l'estany de l'Estanca. L'altitud oscil·la entre els 496 m en la Serra de Vizcuerno (El Campaner) i els 240 m a la vora del riu Guadalop, en l'embassament de Casp II. La ciutat s'alça a 340 m sobre el nivell de la mar.

## Història
Alfons el Bataller la conquerí el 1118 després de la presa de Morella, però retornà a mans musulmanes fins que fou conquerida pel comte Ramon Berenguer IV l'any 1157, que després intentà apoderar-se de Morella infructuosament (Setge de Morella (1157).
Durant la Guerra del Francès, en ple setge de Saragossa, el general Pierre Wattier va prendre una part de l'exèrcit i es va dirigir al Maestrat, Baix Cinca i Matarranya, prenent Alcanyís el 26 de gener de 1809, que havia ofert resistència.
Durant la Primera Guerra Carlina fou assetjada per Ramon Cabrera, que no aconseguí capturar-la i la vila va quedar bloquejada i aïllada fins al final de la guerra.

## Patrimoni artístic

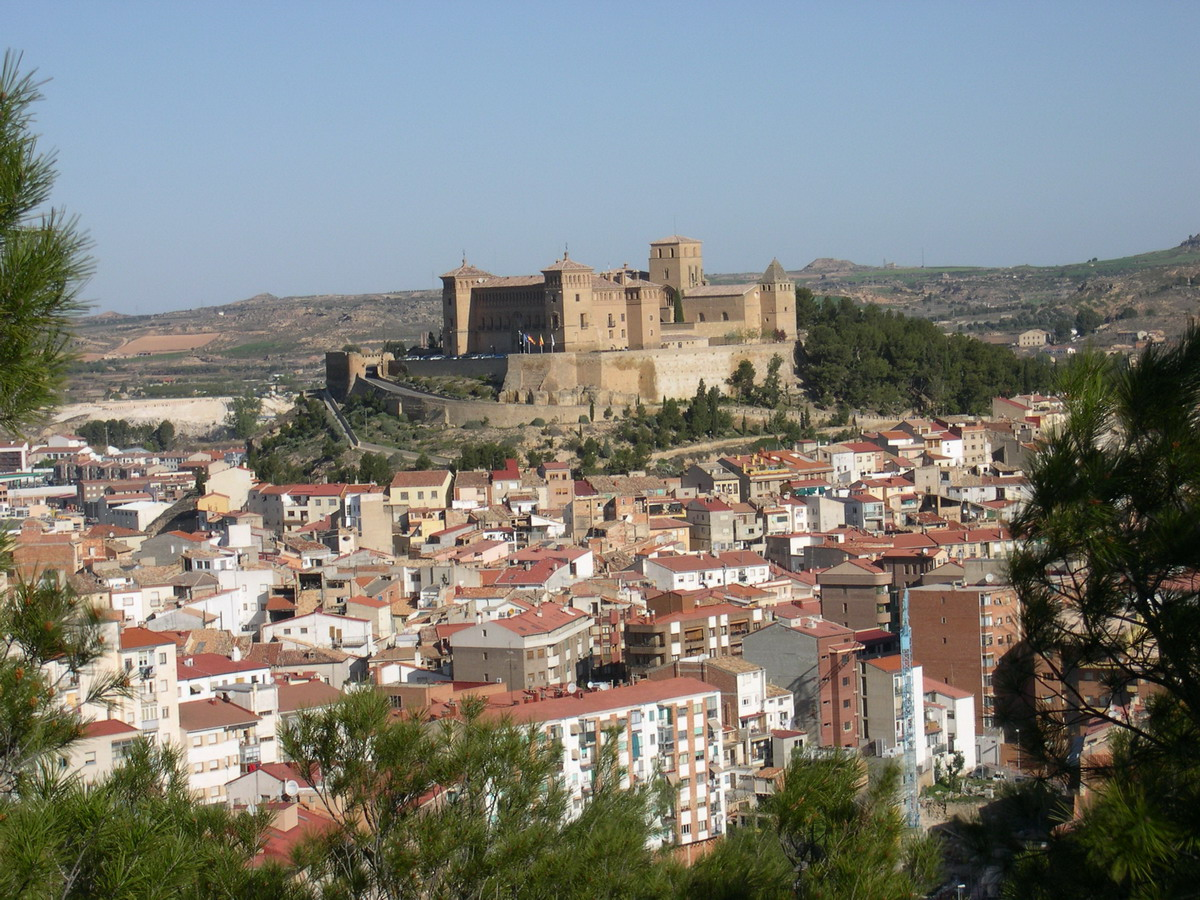
Vista general amb el castell com a protagonista (Alcanyís)

Alcanyís té un gran patrimoni artístic que engloba obres artístiques que van des de la prehistòria fins a l'actualitat. A pocs quilòmetres de la ciutat es conserven les magnífiques pintures rupestres llevantines de Val del Toll de l'Aigua Amarga, conjunt declarat Patrimoni de la Humanitat per la Unesco, amb la resta de les pintures d'art rupestre de l'arc mediterrani de la península Ibèrica. Entre els seus antics poblats destaquen els d'època ibèrica, com El Palao, "el Taratrato" o  Tiro de Cañón, al qual, el desembre de 2013, s'ha afegit un imponent jaciment descobert al costat del que ja existia. Gràcies a tot aquest material es pogué iniciar la col·lecció arqueològica dels pares de l'Escola Pia d'Alcanyís, que al final donaria lloc a l'Exposició Permanent d'Arqueologia d'Alcanyís, localitzada en el Forn Nou dels Almudines.
Durant l'Edat Mitjana, l'orde de Calatrava —a qui Alfons II va fer donació d'un ampli territori, al Baix Aragó, el 1179— s'oposava a les ànsies de llibertat d'Alcanyís, a la qual Ramon Berenguer IV havia concedit carta de població el 1157, pugna en la qual venceria, a poc a poc, la ciutat. Els principals testimoniatges de l'Alcanyís medieval són el mateix castell, seu de la comanda major que l'Orde de Calatrava va tenir en la corona d'Aragó —amb el seu magnífic conjunt de pintura mural gòtica—; la gran torre campanar de l'església de Santa Maria la Major, temple que va ser seu en diverses ocasions de les Corts d'Aragó i, singularment, del Parlament d'Alcanyís previ al Compromís de Casp (1412); la Llotja, situada a la plaça Major (segle XV); la portada traslladada de l'antiga església de Sant Pere; el conjunt de pintura gòtica en taula (atribuït a Domènec Ram i Lanaja) conservat en el temple parroquial; i el conjunt de pintura mural gòtica de les antigues Cases Comunes de la Vila, situat actualment en els baixos de la Casa Consistorial.
El poder de la ciutat enfront de l'Orde de Calatrava està simbolitzat per la seva bella Casa Consistorial (1565-1570), construïda en la plaça principal, que forma angle amb la Llotja gòtica. Les dues construccions van ser declarades Monument Històric el 1931 (Gazeta de Madrid, número 155 de 1931.06.04). Aquest edifici, magnífic exemple classicista, evoca el gran cercle d'humanistes alcanyisans del seu particular segle d'or: Juan Sobrarias, Juan Lorenzo Palmireno, Bernardino Gómez Miedes, Domingo Andrés, Pedro Ruiz de Moros i Andrés Vives i Altafulla, per citar-ne els més destacats. El segle xvi deixa també la seva empremta en el mateix castell —amb el sepulcre d'alabastre del comendador Juan de Lanuza i Torrelas, realitzat per Damià Forment el 1537— i en les taules conservades al temple parroquial atribuïdes al "mestre d'Alcanyís". Són també magnífics exemples del món artístic alcanyissà del segle xvi l'església de Sant Domènec —en la qual es fonen la tradició gòtica amb el nou llenguatge renaixentista— i un bon nombre d'edificis palatins.
Són nombrosos els edificis monumentals barrocs: la mateixa església de Santa Maria la Major (antiga col·legial, reformada al segle xviii), l'església del Carme (BIC, segl XVII), l'església de Sant Francesc (segle xviii), l'església dels Escolapis (segle xviii), el Palau dels Comanadors (construït a la part sud de l'antic castell), que avui acull el Parador de Turisme, etc.
La gran figura artística alcanyissana del segle xix va ser Tomàs Llovet, escultor i director durant diverses dècades de la Reial Acadèmia de Belles Arts de Sant Lluís de Saragossa i autor de diversos retaules de Santa Maria la Major i d'una profunda reforma del santuari de la Mare de Déu de Pueyos.
Alcanyís, a més de les obres esmentades, conserva moltes altres construccions interessants. En l'àmbit religiós, per exemple, s'han d'esmentar l'ermita de Santa Bàrbara (fruit de diverses etapes constructives), l'ermita de l'Encarnació (reedificada el 1860), l'ermita de Sant Miquel (realitzada possiblement al segle xvi sobre una edificació anterior), l'ermita de Sant Pasqual (1879), l'ermita de la Mare de Déu de la Penya (segl XVII-XIX), l'antiga església del Convent de Caputxins (reforma del segle xix sobre obra de la del XVII), la capella de Sant Josep i nombroses capelles fornícules distribuïdes pels nucli urbà.
A més, la capital baix aragonesa presenta un important nombre de cases palatines, que en la seva major part segueixen la tipologia del palau aragonès del "tardorenaixement": façana articulada en tres cossos o plantes, accés a través d'un gran arc de mig punt i disposició de la típica galeria aragonesa en la planta superior. Aquest tipus d'edificació es comença a usar a la fi del segle xvi i perviu fins al segle xviii. La majoria d'aquestes cases es concentren al carrer Major, al barri d'Almudines i al carrer Santa Pau (antic carrer dels Clergues). En aquest grup s'inclourien el Palau Ardid i la casa situada al carrer Santa Pau, 4 (actual seu de la Biblioteca Pública i l'Arxiu Municipal), la casa Maynar (seu de la comarca del Baix Aragó), la Casa Calandetas (associada a la Inquisició), etc. Són també interessants diversos exemples  d'arquitectura modernista (com les cases situades al passeig Andrade i la Casa Taboada), les restes del seu antic recinte emmurallat (torrasses, fragments de panys de muralla i portal del Loreto), diverses obres hidràuliques (com el Molí Major i el riu Alt, la font dels Ponts, sínies o basses), els forns, etc. És curiosa la xarxa de passadissos i estructures subterrànies de la població (nevera, celler, galeries...) que avui es pot visitar parcialment, accedint-hi des de l'Oficina de Turisme.

## Demografia
| 1857  | 1900  | 1910  | 1920  | 1930  | 1940  | 1950  | 1960   | 1970   | 1981   | 1991   | 2001   | 2006   | 2007   | 2009   | 2010   | 2016   | 2018   |
| ----- | ----- | ----- | ----- | ----- | ----- | ----- | ------ | ------ | ------ | ------ | ------ | ------ | ------ | ------ | ------ | ------ | ------ |
| 7 522 | 7 699 | 8 397 | 8 596 | 8 961 | 8 691 | 9 812 | 10 166 | 10 851 | 11 651 | 12 642 | 13 431 | 15 447 | 15 729 | 16 392 | 16 291 | 16 043 | 15 939 |

## Fills il·lustres
- José Alfonso (1867-1920) jesuïta, organista i compositor.
- Rafael Ram de Viu i Pueyo (1877-1834), baró d'Herbers.

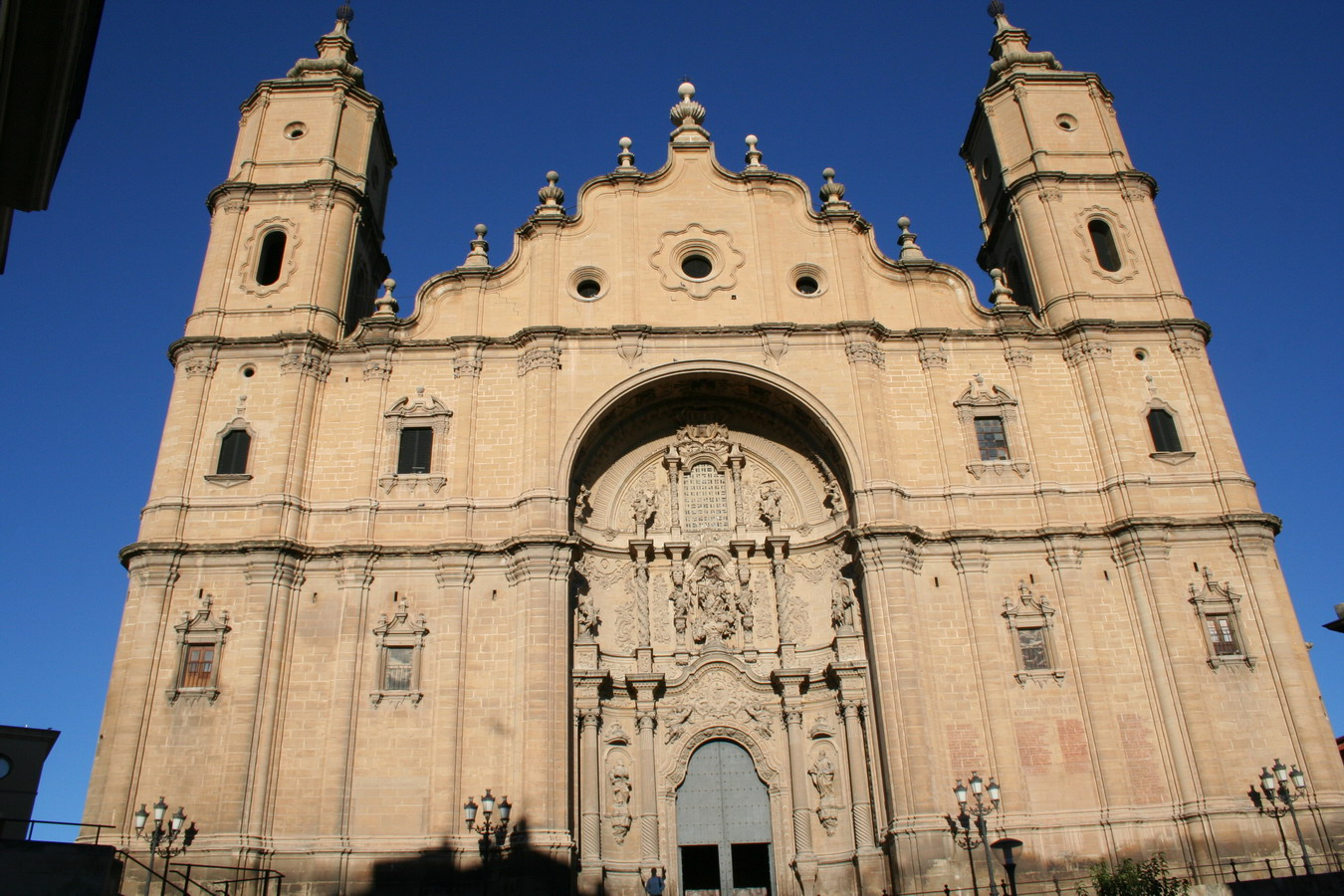
Façana principal de l'església de Santa Maria la Major